# Floyd Mayweather Jr.
Floyd Joy Mayweather Jr. z domu Sinclair (ur. 24 lutego 1977 w Grand Rapids) – amerykański bokser, były mistrz świata federacji WBC, WBA i WBO w wadze półśredniej (do 147 funtów), WBC i WBA w wadze junior średniej (do 154 funtów) oraz były zawodowy mistrz świata organizacji WBC w kategoriach junior lekkiej (do 130 funtów), lekkiej (do 135 funtów), junior półśredniej (do 140 funtów) i lekkośredniej (do 154 funtów) oraz organizacji IBF w kategorii półśredniej. Pokonał 24 zawodników o tytuł mistrza świata, z których trzy o tytuł mistrza wagi lekkośredniej, siedem o tytuł mistrza wagi półśredniej, jeden (Marcos Maidana) o tytuły wagi półśredniej i lekkośredniej, jeden o tytuł mistrza wagi junior półśredniej, trzy o tytuł mistrza wagi lekkiej i dziewięć o tytuł mistrza wagi junior lekkiej. Jest brązowym medalistą olimpijskim z Atlanty.

## Kariera amatorska
Jego bilans walk amatorskich to 84 zwycięstwa i 6 porażek. Trzykrotnie wygrywał amerykański turniej bokserski Golden Gloves (w 1993, 1994 i 1996). W 1996, na Igrzyskach Olimpijskich w Atlancie, zdobył brązowy medal w kategorii piórkowej. W półfinale przegrał z Serafimem Todorowem z Bułgarii.

## Kariera zawodowa

### Kategoria junior lekka
Karierę zawodową rozpoczął w październiku 1996 roku. Dwa lata później, 3 października 1998 roku, w swojej osiemnastej walce, zdobył tytuł mistrza świata WBC w kategorii junior lekkiej, pokonując Genaro Hernandeza (nie wyszedł do walki w dziewiątej rundzie). Jeszcze w grudniu tego samego roku pierwszy raz obronił swój tytuł, pokonując przez techniczny nokaut w drugiej rundzie Angela Manfredy’ego.
W 1999 roku stoczył kolejne trzy zwycięskie walki: z Carlosem Alberto Ramonem Riosem (wygrana na punkty), Justinem Juuką (nokaut w 9 rundzie) i Carlosem Gereną (TKO w 7 rundzie). W następnym roku odbył dwie walki. 18 marca wygrał na punkty z byłym mistrzem świata WBC w kategorii piórkowej, Gregorio Vargasem, a siedem miesięcy później pokonał Emanuela Augustusa (nie była to walka mistrzowska).
20 stycznia 2001 wygrał z Diego Corralesem. W dziesiątej rundzie po tym, jak Corrales piąty raz leżał na deskach, jego trener poddał walkę, rzucając ręcznik na ring. W 2001 roku jeszcze dwukrotnie obronił swój tytuł – najpierw w maju pokonał na punkty przyszłego mistrza świata IBF w kategorii junior lekkiej, Carlosa Hernándeza (w tej walce Mayweather Jr. był po raz pierwszy w karierze liczony – podczas zadawania ciosu w szóstej rundzie doznał kontuzji ręki i reagując na ból, dotknął rękawicą maty ringu), a w listopadzie wygrał przez techniczny nokaut w dziewiątej rundzie z Jesúsem Chávezem.

### Kategoria lekka
Po walce z Chávezem Mayweather Jr. zdecydował się porzucić swój pas mistrzowski i zmienić kategorię wagową na wyższą, ponieważ miał problemy z utrzymaniem swojej wagi w limicie wagowym. W kategorii lekkiej stoczył zaledwie cztery walki, ale wszystkie były pojedynkami mistrzowskimi.
W 2002 roku dwukrotnie walczył z Josém Luisem Castillo. 20 kwietnia pokonał Meksykanina na punkty i odebrał mu tytuł mistrza świata WBC. 7 grudnia odbył się pojedynek rewanżowy, który również zakończył się zwycięstwem Amerykanina na punkty.
Rok później pokonał Victoriano Sosę (jednogłośnie na punkty) i Philipa N’dou (TKO w 7 rundzie).

### Kategoria junior półśrednia
W 2004 roku Mayweather Jr. ponownie zmienił kategorię wagową. 22 maja, w pierwszej walce w kategorii junior półśredniej pokonał na punkty byłego mistrza organizacji WBO, DeMarcusa Corleya. Corley dwukrotnie (w 8 i 10 rundzie) leżał na deskach. To była jedyna walka, jaką stoczył w 2004 roku.
W styczniu następnego roku, w walce eliminacyjnej WBC, łatwo pokonał Henry’ego Bruselesa (TKO w 8 rundzie). Pięć miesięcy później, 25 czerwca, pokonał przez techniczny nokaut w szóstej rundzie mistrza WBC, Arturo Gattiego.

### Kategoria półśrednia
19 listopada 2005 Mayweather Jr. stoczył nietytułową walkę z byłym mistrzem świata WBA, Sharmbą Mitchellem, pokonując go w szóstej rundzie przez techniczny nokaut. Walka odbyła się w kategorii półśredniej. 8 kwietnia 2006 zmierzył się z Zabem Judahem w walce o tytuł mistrza IBF. W dziesiątej rundzie Judah zadał cios poniżej pasa, a następnie w kark. Podczas gdy sędzia zarządził krótką przerwę, wuj i zarazem trener Mayweathera Jra, Roger Mayweather, wkroczył na ring, czym zapoczątkował bójkę z udziałem Judaha i osób z jego narożnika. Porządek na ringu powrócił dopiero po interwencji policji. Walka została po pewnym czasie wznowiona i zakończyła się zwycięstwem Mayweathera Jra na punkty. Roger Mayweather został jako trener zawieszony na rok i ukarany grzywną w wysokości 200 tys. dolarów. Karą rocznego zawieszenia zostali ukarani także Zab Judah i jego ojciec i trener Yoel.
30 czerwca 2006 Mayweather Jr. zrezygnował z tytułu IBF. 4 listopada 2006 pokonał na punkty Carlosa Baldomira i odebrał mu tytuł mistrza świata WBC.
5 maja 2007 doszło do długo oczekiwanej walki Mayweathera Jr. z mistrzem olimpijskim z Barcelony i wielokrotnym zawodowym mistrzem świata w sześciu różnych kategoriach wagowych, Oscarem de la Hoyą. Pojedynek był bardzo wyrównany i zakończył się niejednogłośnym zwycięstwem Mayweathera Jra na punkty, choć tylko jeden sędzia ocenił ostatnią rundę na jego korzyść. Gdyby orzekł inaczej, walka zakończyłaby się remisem. W kolejnej walce, 8 grudnia 2007, zmierzył się z niepokonanym wcześniej Anglikiem, Rickym Hattonem, byłym mistrzem świata IBF i WBA w kategorii junior półśredniej i byłym mistrzem świata IBF w kategorii półśredniej. Mayweather Jr. wygrał pojedynek przez techniczny nokaut w dziesiątej rundzie.

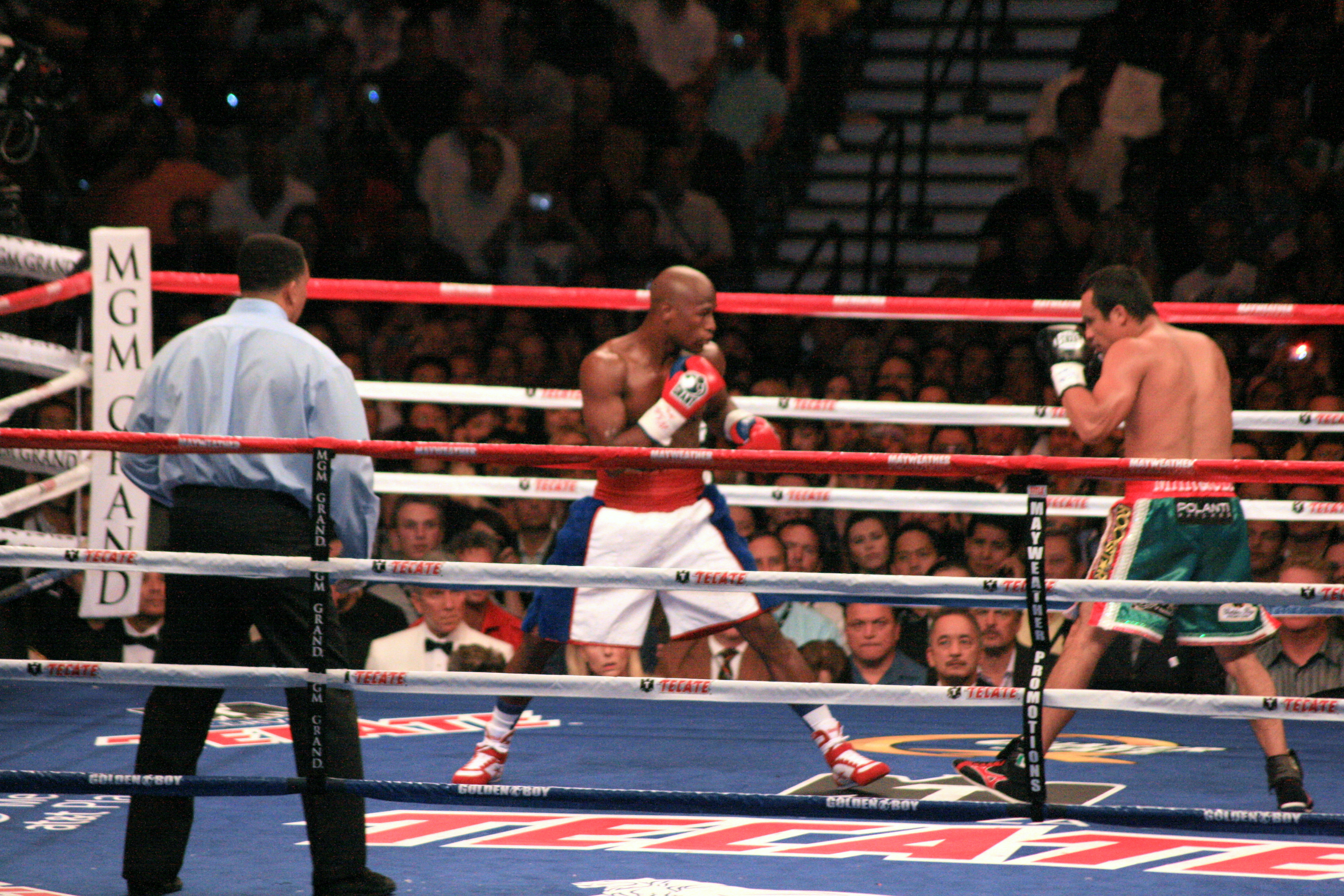
Floyd Mayweather Jr. vs. Juan Manuel Márquez (19 września 2009)

6 czerwca 2008 poinformował o zakończeniu kariery bokserskiej.
19 września 2009 powrócił jednak na ring w walce z Juanem Márquezem. Pierwotnie miała się ona odbyć 18 lipca, została jednak przełożona o parę miesięcy później z powodu kontuzji żeber Amerykanina. Amerykanin wygrał z Márquezem na punkty po jednogłośnej decyzji sędziów w stosunku 118-109, 120-107 i 119-108. 1 maja 2010 pokonał na punkty Shane’a Mosleya stosunkiem głosów 118-110, 119-109 oraz 119-109. Na ring powrócił 17 września 2011 nokautując w czwartej rundzie mistrza świata federacji WBC Victora Ortiza zdobywając pas mistrzowski w wadze półśredniej.
5 maja 2012 stoczył walkę z Miguelem Cotto o pas mistrza świata WBA po 12 rundach wygrał jednogłośnie w stosunku 118-110, 117-111 i 117-111.

### Kontrakt z Showtime
Na początku 2013 roku Mayweather podpisał kontrakt z koncernem CBS/Showtime. Opiewa on na niebotyczną gwarantowaną sumę 250 mln dolarów za 6 walk, co zarazem jest największym kontraktem w zawodowym sporcie.
4 maja 2013 stoczył pierwszą z sześciu walk, zakontraktowanych ze stacją Showtime jego przeciwnikiem był Robert Guerrero, Mayweather wygrał jednogłośnie na punkty w stosunku 117-111, 117-111 i 117-111 w obronie pasa WBC wagi półśredniej.
13 września 2013 doszło do długo wyczekiwanego pojedynku na szczycie wagi junior średniej. Posiadający pas WBA Super Mayweather rzucił rękawicę niepokonanemu dotąd mistrzowi WBC Saúlowi „Canelo” Álvarezowi. Mayweather zdeklasował młodszego o ponad dekadę rywala unifikując tym samym pasy WBA i WBC wagi junior średniej. Sprzedaż przyłączy PPV osiągnęła niebotyczny wynik 2,2 miliona sprzedanych pakietów, co przełożyło się na kwotę ponad 150 milionów z samej transmisji telewizyjnej, bijąc przy tym dotychczasowy rekord walki Mayweathera z Oscarem de la Hoyą.
3 maja 2014 Mayweather stoczył swój trzeci z sześciu zaplanowanych pojedynków dla Showtime. Rywalem Floyda Jr. był mocno bijący mistrz WBA wagi półśredniej Marcos „El Chino” Maidana. Po bardzo zaciętej walce Mayweather ostatecznie zwyciężył niejednogłośnie na punkty 114-114, 117-111, 116-112 unifikując tym samym pasy WBA i WBC w wadze półśredniej. Tym samym Mayweather stał się posiadaczem wspomnianych tytułów w 2 kategoriach wagowych jednocześnie (półśrednia, junior średnia)
13 września 2014 doszło do rewanżu Mayweathera z Marcosem Maidaną. Po dwunastu rundach tym razem sędziowie nie mieli wątpliwości ze wskazaniem zwycięzcy. Mayweather po raz drugi pokonał byłego już mistrza WBA jednogłośną decyzją sędziów zachowując tym samym swój nieskazitelny rekord bez porażki na zawodowym ringu.

### Pojedynek z Mannym Pacquiao
2 maja 2015 w MGM Grand w Las Vegas doszło do walki z Mannym Pacquiao (57-5-2, 38 KO), promowanej w mediach, jako pojedynek stulecia w boksie. Mayweather swoją defensywną taktyką opartą na świetnej pracy nóg zdominował Filipińczyka, odnosząc swoje 48 zwycięstwo z rzędu bez porażki. Po dwunastu rundach sędziowie punktowali 110:118 i dwukrotnie 112:116 dla Amerykanina, który tym samym zunifikował trzeci pas mistrzowski federacji WBO wagi półśredniej. Organizatorzy walki, konkurujące na co dzień stacje HBO i Showtime, tym razem połączyły siły osiągając rekordowe finansowe zyski.
12 września 2015 w Las Vegas po raz ostatni broniąc tytuły WBC i WBA wagi półśredniej, pokonał na punkty 117:111, 118:110 i 120:108 rodaka Andrego Berta (30-4, 23 KO).

### Pojedynek z Conorem McGregorem
26 sierpnia 2017 w hali T-Mobile Arena w Las Vegas w pojedynku z gwiazdą mieszanych sztuk walki mistrzem UFC Irlandczykiem Conorem McGregorem (0-1), odniósł swoje pięćdziesiąte zwycięstwo (TKO). W dziesiątej rundzie sędzia Robert Byrd przerwał pojedynek. Do momentu przerwania, wszyscy trzej sędziowie punktowali na korzyść Amerykanina.
Po walce z Conorem McGregorem Floyd Mayweather ogłosił zakończenie kariery bokserskiej.

## Lista walk bokserskich
50 zwycięstw – 0 porażek
| Wynik   | Bilans | Przeciwnik             | Rozstrzygnięcie | Runda | Data       | Miejsce                                       | Uwagi |
| ------- | ------ | ---------------------- | --------------- | ----- | ---------- | --------------------------------------------- | --- |
| Wygrana | 50-0   | Conor McGregor         | TKO             | 10/12 | 26.08.2017 | T-Mobile Arena, Las Vegas                     | Walka wieczoru |
| Wygrana | 49-0   | Andre Berto            | UD              | 12/12 | 12.09.2015 | MGM Grand, Grand Garden Arena, Las Vegas      | |
| Wygrana | 48-0   | Manny Pacquiao         | UD              | 12/12 | 02.05.2015 | MGM Grand, Grand Garden Arena, Las Vegas      | Zdobył pas Światowej Organizacji Boksu Świat Welter                                                                |
| Wygrana | 47-0   | Marcos Maidana         | UD              | 12/12 | 13.09.2014 | MGM Grand, Grand Garden Arena, Las Vegas      | |
| Wygrana | 46-0   | Marcos Maidana         | MD              | 12/12 | 03.05.2014 | MGM Grand, Grand Garden Arena, Las Vegas      | |
| Wygrana | 45-0   | Saúl Álvarez           | MD              | 12/12 | 14.09.2013 | MGM Grand, Grand Garden Arena, Las Vegas      | |
| Wygrana | 44-0   | Robert Guerrero        | UD              | 12/12 | 04.05.2013 | MGM Grand, Grand Garden Arena, Las Vegas      | Zdobył pas World Boxing Council World Super Welter                                                                 |
| Wygrana | 43-0   | Miguel Cotto           | UD              | 12/12 | 05.05.2012 | MGM Grand, Las Vegas                          | Zdobył pasy World Boxing Association Super World Super Welter oraz World Boxing Council Diamond Super Welter       |
| Wygrana | 42-0   | Victor Ortiz           | KO              | 4/12  | 17.09.2011 | MGM Grand, Las Vegas                          | |
| Wygrana | 41-0   | Shane Mosley           | UD              | 12/12 | 01.05.2010 | MGM Grand, Las Vegas                          | |
| Wygrana | 40-0   | Juan Manuel Marquez    | UD              | 12/12 | 19.09.2009 | MGM Grand, Grand Garden Arena, Las Vegas      | |
| Wygrana | 39-0   | Ricky Hatton           | TKO             | 10/12 | 08.12.2007 | MGM Grand, Grand Garden Arena, Las Vegas      | Zdobył pas World Welter World Boxing Council                                                                       |
| Wygrana | 38-0   | Oscar de la Hoya       | SD              | 12/12 | 05.05.2007 | MGM Grand, Las Vegas                          | Zdobył pas World Boxing Council World Super Welter                                                                 |
| Wygrana | 37-0   | Carlos Manuel Baldomir | UD              | 12/12 | 04.11.2006 | Mandalay Bay Resort i Casino, Las Vegas       | Zdobył tytuły World Welter World Boxing Council oraz World Welter International Boxing Association                 |
| Wygrana | 36-0   | Zab Judah              | UD              | 12/12 | 08.04.2006 | Thomas i Mack Center, Las Vegas               | Zdobył pasy Świat Welter Międzynarodowej Federacji Boksu oraz Międzynarodowej Organizacji Bokserskiej World Welter |
| Wygrana | 35-0   | Sharmba Mitchell       | TKO             | 6/12  | 19.11.2005 | Rose Garden, Portland                         | |
| Wygrana | 34-0   | Arturo Gatti           | RTD             | 6     | 25.06.2005 | Boardwalk Hall, Atlantic City                 | Zdobył pas World Boxing Council World Super Light                                                                  |
| Wygrana | 33-0   | Henry Bruseles         | TKO             | 8/12  | 22.01.2005 | American Airlines Arena, Miami                | |
| Wygrana | 32-0   | DeMarcus Corley        | UD              | 12/12 | 22.05.2004 | Boardwalk Hall, Atlantic City                 | |
| Wygrana | 31-0   | Phillip N’dou          | TKO             | 7/12  | 01.03.2003 | Van Andel Arena, Grand Rapids                 | |
| Wygrana | 30-0   | Victoriano Sosa        | UD              | 12/12 | 19.04.2003 | Selland Arena, Fresno                         | |
| Wygrana | 29-0   | Jose Luis Castillo     | UD              | 12/12 | 07.12.2002 | Mandalay Bay Resort i Casino, Las Vegas       | |
| Wygrana | 28-0   | Jose Luis Castillo     | UD              | 12/12 | 20.04.2002 | MGM Grand, Las Vegas                          | Zdobył pas World Boxing Council World Light                                                                        |
| Wygrana | 27-0   | Jesús Chávez           | RTD             | 9     | 10.11.2001 | Bill Graham Civic Auditorium, San Francisco   | |
| Wygrana | 26-0   | Carlos Hernandez       | UD              | 12/12 | 26.05.2001 | Van Andel Arena, Grand Rapids                 | |
| Wygrana | 25-0   | Diego Corrales         | TKO             | 10/12 | 20.01.2001 | MGM Grand, Las Vegas                          | |
| Wygrana | 24-0   | Emanuel Augustus       | TKO             | 9     | 21.10.2000 | Cobo Hall, Detroit                            | |
| Wygrana | 23-0   | Gregiorio Vargas       | UD              | 12/12 | 18.03.2000 | MGM Grand, Las Vegas                          | |
| Wygrana | 22-0   | Carlos Gerena          | RTD             | 7     | 11.09.1999 | Mandalay Bay Resort i Casino, Las Vegas       | |
| Wygrana | 21-0   | Justin Juuko           | KO              | 9/12  | 22.05.1999 | Mandalay Bay Resort i Casino, Las Vegas       | |
| Wygrana | 20-0   | Carlos Rios            | UD              | 12/12 | 17.02.1999 | Van Andel Arena, Grand Rapids                 | |
| Wygrana | 19-0   | Angel Manfredy         | TKO             | 2     | 19.12.1998 | Miccosukee Indian Gaming Resort, Miami        | |
| Wygrana | 18-0   | Genaro Hernandez       | RTD             | 8     | 03.10.1998 | Las Vegas Hilton, Las Vegas                   | Zdobył pas World Boxing Council World Super Feather                                                                |
| Wygrana | 17-0   | Tony Pep               | UD              | 10/10 | 14.06.1998 | Trump Taj Mahal, Atlantic City                | |
| Wygrana | 16-0   | Gustavo Fabian Cuello  | UD              | 10/10 | 18.04.1998 | Olympic Auditorium, Los Angeles               | |
| Wygrana | 15-0   | Miguel Melo            | TKO             | 3     | 23.03.1998 | Foxwoods Resort, Ledyard                      | |
| Wygrana | 14-0   | Sam Girard             | KO              | 2     | 28.02.1998 | Ballys Park Place Hotel Casino, Atlantic City | |
| Wygrana | 13-0   | Héctor Arroyo          | TKO             | 5     | 09.01.1998 | Grand Casino, Biloxi                          | |
| Wygrana | 12-0   | Angelo Nunez           | TKO             | 3     | 20.11.1997 | Olympic Auditorium, Los Angeles               | |
| Wygrana | 11-0   | Felipe Garcia          | KO              | ?     | 14.10.1997 | Bank of America Center, Boise                 | |
| Wygrana | 10-0   | Louie Leija            | TKO             | 2     | 06.09.1997 | County Coliseum, El Paso                      | |
| Wygrana | 9-0    | Jesús Chávez           | TKO             | 6     | 12.07.1997 | Grand Casino, Biloxi                          | |
| Wygrana | 8-0    | Larry O’Shields        | UD              | 6/6   | 14.06.1997 | Alamodome, San Antonio                        | |
| Wygrana | 7-0    | Tony Duran             | TKO             | 1     | 09.05.1997 | Orleans Hotel i Casino, Las Vegas             | |
| Wygrana | 6-0    | Bobby Giepert          | KO              | 1     | 12.04.1997 | Thomas i Mack Center, Las Vegas               | |
| Wygrana | 5-0    | Kino Rodriguez         | UD              | 6/6   | 12.03.1997 | Stadion Arena, Grand Rapids                   | |
| Wygrana | 4-0    | Edgar Ayala            | KO              | 2     | 01.02.1997 | Swiss Park Hall, Chula Vista                  | |
| Wygrana | 3-0    | Jerry Cooper           | TKO             | 1     | 18.01.1997 | Thomas i Mack Center, Las Vegas               | |
| Wygrana | 2-0    | Reggie Sanders         | UD              | 4     | 30.11.1996 | Tingley Coliseum, Albuquerque                 | |
| Wygrana | 1-0    | Roberto Apodaca        | TKO             | 2     | 11.10.1996 | Kasyno Texas Station, Las Vegas               | |

## Zarobki boksera
Floyd Mayweather jest obecnie najlepiej zarabiającym sportowcem na świecie, według amerykańskiego dwutygodnika "Forbes" (stan na rok 2014). Lista, na której bokser zajmuje pierwsze miejsce, uwzględnia roczne zarobki ludzi sportu (czerwiec 2013 – czerwiec 2014). Amerykanin po roku przerwy wrócił na pozycję lidera rankingu z kwotą 105 mln dolarów. Zdetronizował on w zestawieniu golfistę Tigera Woodsa.

## Życie prywatne
Mieszka w Las Vegas w stanie Nevada. Pozytywnie wypowiadał się na temat byłej prezydentury Baracka Obamy. Wspiera prawa społeczności LGBT, w tym małżeństwa jednopłciowe.
Floyd Mayweather był krytykowany za ogromny ślad węglowy. W przeglądzie zapisów lotów prywatnymi odrzutowcami z 2022 roku nazwisko Mayweathera pojawiło się na liście 10 „celebrytów z najgorszą emisją CO2 prywatnych odrzutowców” (wraz z Taylor Swift, Jayem-Z, A-Rodem, Blakiem Sheltonem, Stevenem Spielbergiem, Kim Kardashian, Markiem Wahlbergiem, Oprah Winfrey i Travisem Scottem). Od początku stycznia do końca lipca 2022 jego loty prywatnym odrzutowcem wyemitowały 7076,8 ton CO2, co stanowi 1011 razy więcej niż całkowita roczna emisja przeciętnej osoby.